# Ametris pudibunda
Ametris pudibunda är en fjärilsart som beskrevs av Thierry-mieg 1909. Ametris pudibunda ingår i släktet Ametris och familjen mätare. Inga underarter finns listade i Catalogue of Life.